# (4830) Thomascooley
(4830) Thomascooley – planetoida z głównego pasa planetoid okrążająca Słońce w ciągu 3,70 lat w średniej odległości 2,39 au. Odkrył ją Henri Debehogne 1 września 1988 roku w Europejskim Obserwatorium Południowym. Planetoida została nazwana na cześć Thomasa Bentona Cooleya (1871–1945) – amerykańskiego hematologa, profesora higieny i medycyny na University of Michigan i Wayne State University.